# Hyundai Atos
El Hyundai Atos. Amica o Santro es un automóvil del segmento A producido por la Hyundai Motor Company desde el año 1997. En 1999, se sumó el Hyundai Atos Prime, de estilo menos controvertido. El Atos Prime es también comercializado como el Atos by Dodge en México, y Kia Visto en Indonesia y Corea del Sur. 
El Atos es un cuatro plazas con motor delantero transversal, tracción delantera y carrocería de cinco puertas. Algunos de sus rivales son los Chevrolet Matiz, Ford Ka, Kia Picanto, Opel Agila y Renault Twingo.

## Restyling de 2001
Exteriormente se modificó la parrilla, sobredimensionándola, y el diseño de los faros cambió ligeramente para hacerlos más eficaces. En el interior las tapicerías recurrieron a estampados y materiales más adaptados al gusto europeo.
En el interior pasó a adoptar un cuadro de instrumentos con fondo blanco que le daba un aspecto más deportivo y se mejoró el sistema de aireación para aumentar el caudal de aire (pasó a tener cuatro velocidades) y su distribución.
A nivel técnico los discos de freno delanteros eran ventilados, las pinzas de freno eran flotantes y los tambores traseros eran autoajustables.
Como equipamiento opcional tenía ABS con EBD.
El motor se ajustó a la normativa Euro 3 y con ello se retocó la gestión electrónica, aumentando el par de 8.4 mkg a 8.6 mkg. Esta mejora sólo se notó ligeramente a nivel de consumos porque los desarrollos del cambio se alargaron.

## El Atos en distintos mercados
Hyundai entró en el mercado indio popular a través del Santro cuyo principal rival en ese momento era el popular Suzuki Maruti Zen. La empresa hizo que el actor Shah Rukh Khan "comprase" el Santro y aunque de estilo radical, esta clase de táctica publicitaria bastante innovadora no fue bien aceptada por todos, y desde luego el coche fue un éxito instantáneo. Ahora que ha sido reemplazado por el Hyundai i10, se enfrenta a los más cercanos rivales y a las exigencias para adaptarse a sus clientes tradicionales. El principal rival de Santro en el mercado actual es el Suzuki Wagon R. 
En 2003, las líneas de los modelos más antiguos se sustituyeron en comercialización por las de segunda generación como "Atos (Prime o Santro Xing)". 
Después de haber pasado por constantes cambios en su parte mecánica y a la baja del interés del cliente al principio, el nuevo Santro Club y Santro Exec han creado un impacto en el mercado, que persiste hasta la fecha. 
En Malasia, el Hyundai Atos es ensamblado localmente por Inokom y lleva la insignia Inokom Atos. El Inokom Atos Prima más tarde fue introducido en 2006, que se tiene el nuevo Atos Prime frente al tiempo que se mantiene el original Atos trasero.
En Pakistán es el único país en el que la primera generación de Atos todavía se vende y el modelo no ha recibido mejoras.
En México el Atos Prime es comercializado por Chrysler México bajo el nombre de Atos by Dodge con un motor 1.1 L 60 CV unido a una transmisión manual de 5 velocidades, siendo un sucesor de bajo coste del conocido vocho (el clásico Beetle de Volkswagen) en algunas localidades del país.
En Colombia fue el taxi más popular de todos en su versión llamada City Taxi (más que el Chevrolet Spark y el Kia Picanto) hasta 2012 cuando en el Salón de automóvil de Bogotá se presentó el Hyundai i10 Taxi.

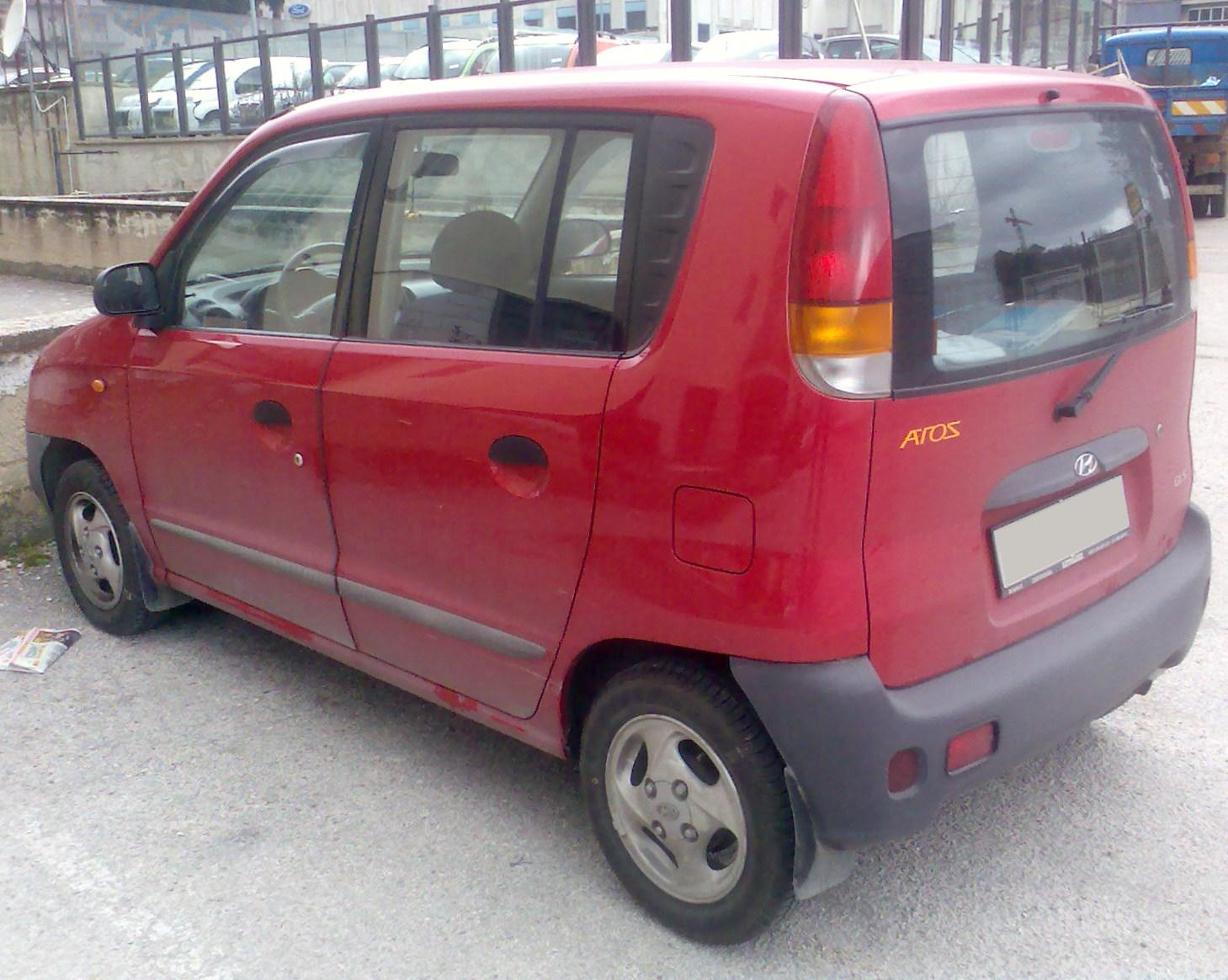
Hyundai Atos (1997-2001), vista posterior
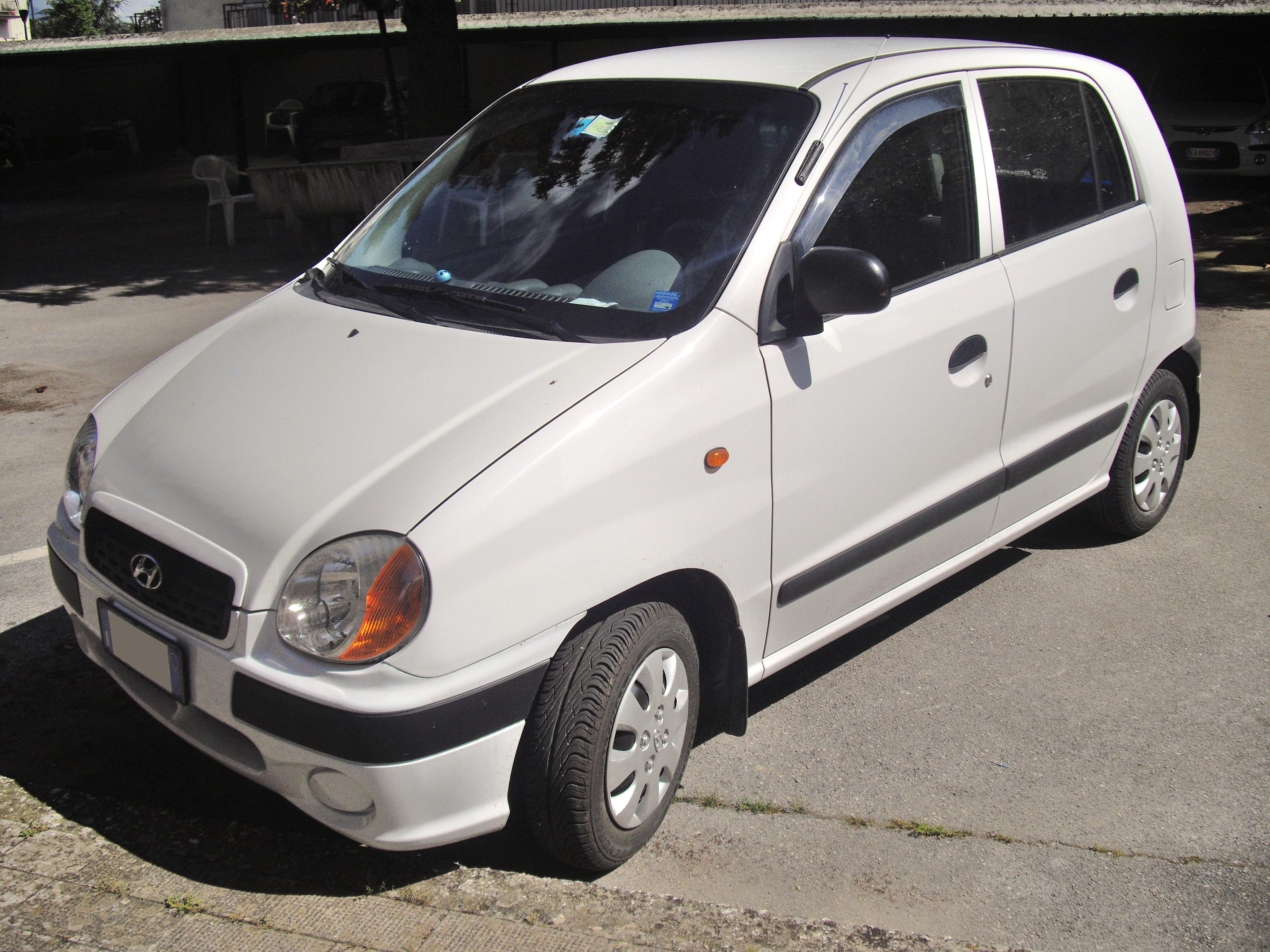
Hyundai Atos Prime (2001-2003)
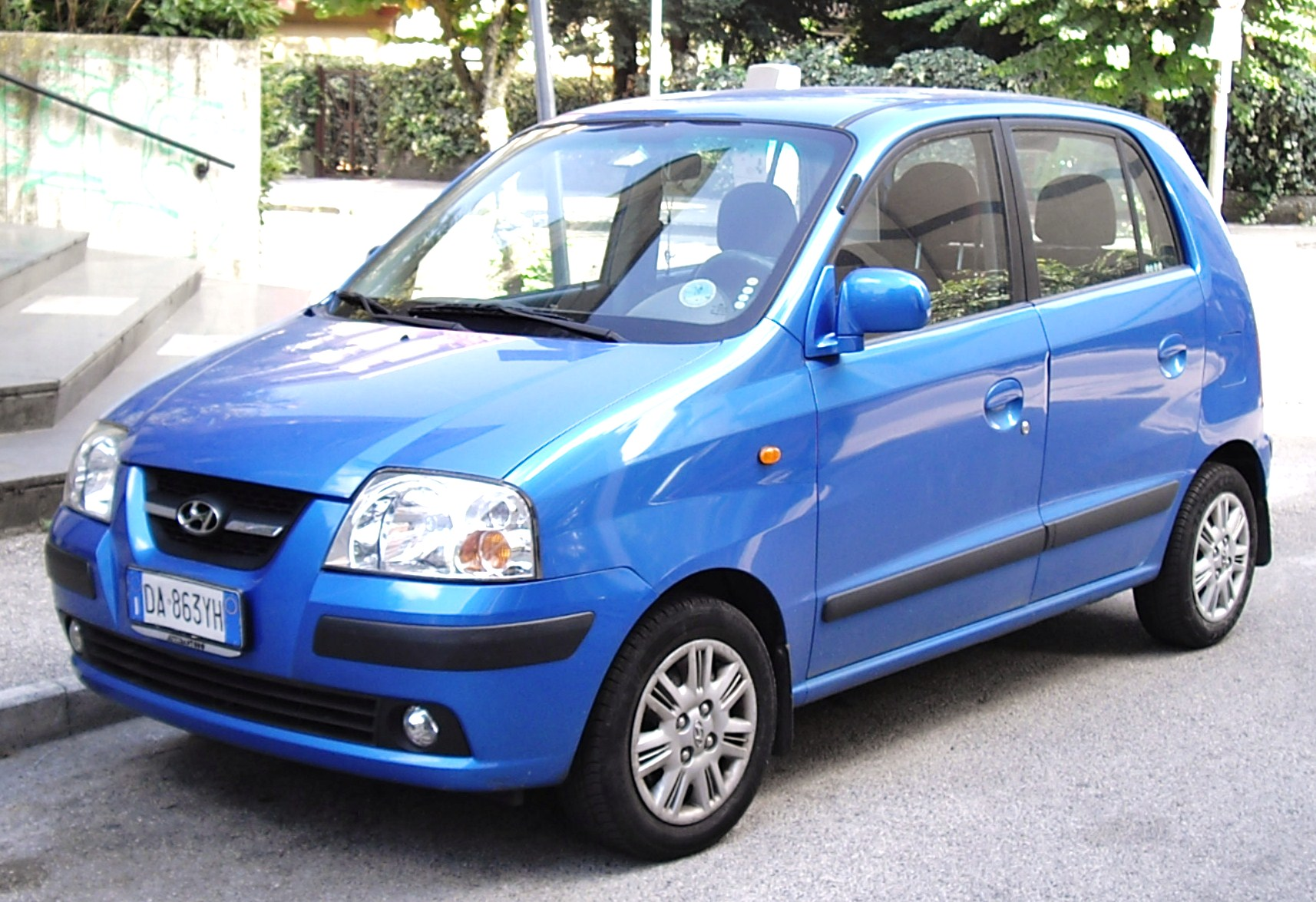
Hyundai Atos Prime (2003-2014)
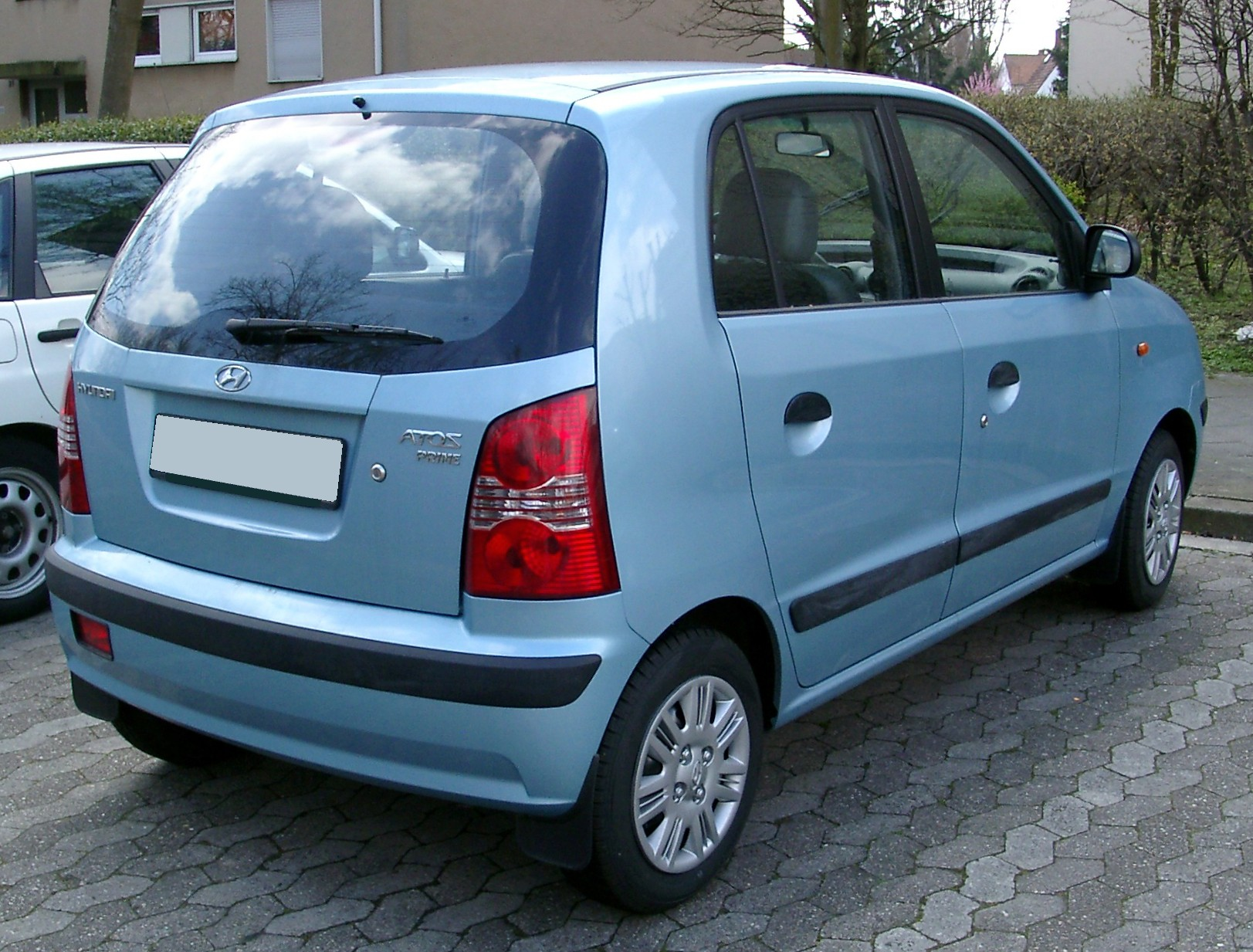
Hyundai Atos Prime (2003-2014), vista posterior

## Sustitución
El recientemente lanzado Hyundai i10 reemplazará al Atos en varios mercados, probablemente por la última parte de 2008. En algunos mercados, como India, el Atos (que se vende como el Santro Xing) sigue siendo un modelo muy popular, especialmente después de importantes reducciones de precios por Hyundai para colocarlo debajo de la i10. Aquí el Atos y el i10 coexistirán en el mercado, con el i10 enfrentado contra el Suzuki Swift, y el Atos contra el Suzuki Alto.

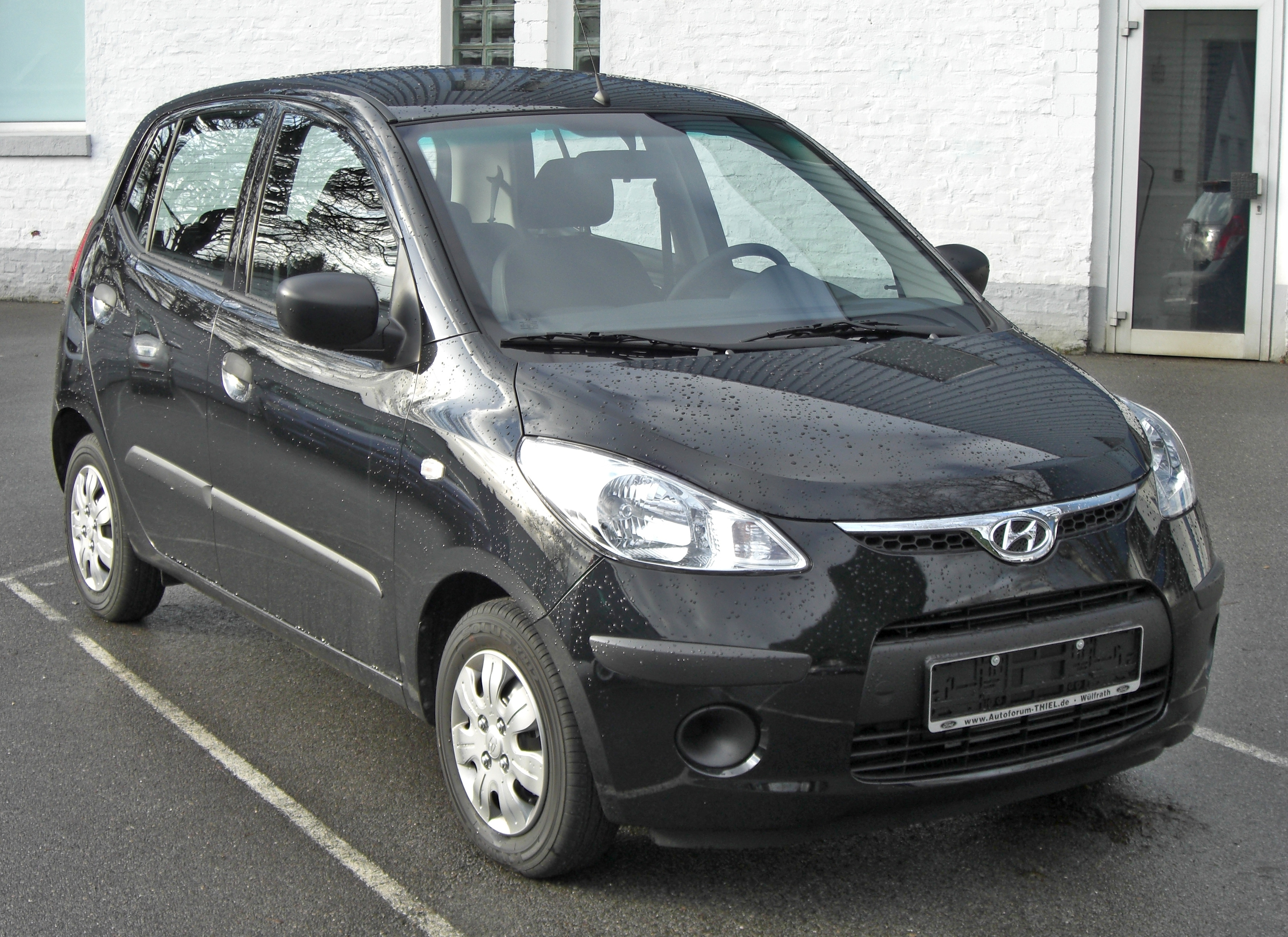
Hyundai i10.
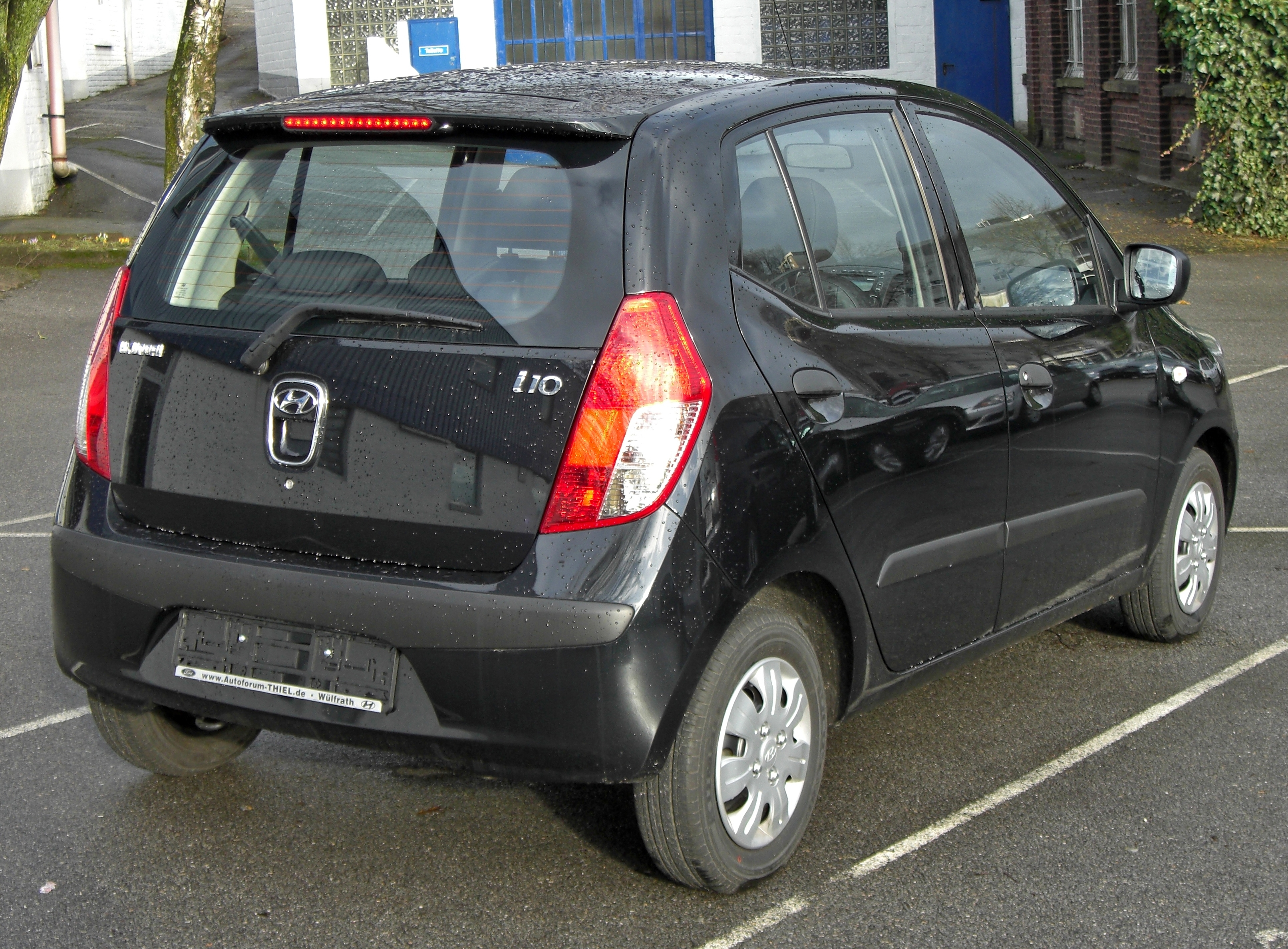
Hyundai i10

## Atos EV
Hyundai dio a conocer en 1997 en el Salón del Automóvil de Frankfurt un vehículo eléctrico basado en el del Atos, el Atos EV. El Atos EV pesa 1.173 kg, incluyendo el paquete de baterías, que ocupa 24 de níquel metal hidruro (Ni-MH) baterías. A bordo de un 6,6 kW conductor-cargador puede recargar completamente las baterías de Ni-MH en siete horas. 
El Atos EV puede viajar más de 193 km y dejar de ir en la ciudad de conducción y pueden alcanzar una velocidad máxima de 130 km/h .

## Premios
- Mejor coche compacto de calidad en el mercado, año 2004 (Malasia).
- Taxi más vendido en el año 2007 (Colombia).

## Datos técnicos
- Longitud: 3495 mm
- Anchura: 1495 mm
- Altura: 1580 mm
- Distancia entre ejes: 2380 mm
- Peso en vacío: 847 kg (1.867 libras)
- Entrega de combustible: Inyección multipunto y punto
- Transmisión: manual de 5 velocidades
- Potencia y maquetación: 999 cc, I4, 12 válvulas
- Potencia máxima: 40 kW (54,4 PS; 53,6 CV)
- Torque máximo: 82 N • m (60 libras pies)0-60 mph (96 km / h): 14.6 s
- Velocidad máxima: 160 km / h (99 mph)
- Emisiones: 151 g de CO2/km, otras emisiones por debajo del estándar Euro